# Sigrid Sparre
Sigrid Maria Josefina Ingeborg Richissa Eufemia Ulfhild Sparre, född 1 september 1825, död 17 november 1910 i Stockholm, var en svensk friherrinna och hovdam, främst känd för sin romans med kronprins Karl, sedermera Karl XV.

## Biografi
Sigrid Sparre var dotter till generalmajoren Sixten David Sparre och grevinnan Sofia Amalia Eleonora Lewenhaupt samt kusin till landshövdingen Knut Sparre.
Sigrid Sparre var hovfröken hos drottning Josefina 1844–1850 och blev beryktad för sin långvariga romans med kronprins Karl, sedermera Karl XV. Affären fick sitt slut när drottning Josefina tvingade bort henne från hovet, trots kronprinsens protester: Josefina gav sin katolske biktfader i uppdrag att ertappa paret och få bevis, vilket pastorn också gjorde på Tullgarns slott, varpå Sparre avskedades. Detta förorsakade en svår spricka i relationen mellan Karl och hans mor.
Sigrid Sparre blev 1852 gift med kommendören friherre Fredrik Thure Cederström. Hos Karl XV lämnade Sigrid dock ett outplånligt spår; vid sin död bekände han att hon "har varit min enda kärlek – hade hon blivit min, hade jag varit en annan människa". Karl XV hade även ett förhållande med Sigrid Sparres avlägsna släkting Josephine Sparre.